# Cabo del Pinar (udde i Spanien, lat 39,64, long 3,44)
Cabo del Pinar är en udde i Spanien.   Den ligger i regionen Balearerna, i den östra delen av landet, 600 km öster om huvudstaden Madrid. Cabo del Pinar ligger på ön Mallorca.
Terrängen inåt land är kuperad norrut, men åt sydväst är den platt. Havet är nära Cabo del Pinar åt sydost.  Närmaste större samhälle är Cala Millor, 5,4 km sydväst om Cabo del Pinar. 